# جورج زيمرمان
جورج مايكل زيمرمان (بالإنجليزية: George Michael Zimmerman)‏ هو خادم المذبح أمريكي، ولد في 5 أكتوبر 1983 في ماناساس في الولايات المتحدة. قام زيمرمان بأطلاق النار على طالب المدرسة الثانوية الأمريكي الأفريقي البالغ من العمر17 عامًا، تريفون مارتن وقتله حينها في سانفورد، فلوريدا بتاريخ 26 فبراير 2012. قدمت الولاية بإفادة خطية للسبب المحتمل، تفيد بأن زيمرمان قام بمواجهة مارتن وأطلق النار عليه حتى الموت بينما لم يرتكب مارتن أي جرائم. أعلنت المدعية العامة لولاية فلوريدا أنجيلا كوري عن التهم الموجهة إلى زيمرمان خلال مؤتمر صحفي متلفز وذكرت أن زيمرمان كان محتجزًا بعد أن سلم نفسه إلى تطبيق القانون. أصيب زيمرمان أثناء المواجهة وقال إنه أطلق النار على مارتن دفاعًا عن النفس.
قال رئيس الشرطة إن زيمرمان أُطلق سراحه لعدم وجود دليل يدحض ادعاء زيمرمان بأنه تصرف دفاعًا عن النفس، وأنه بموجب القانون في فلوريدا ، يحظر على الشرطة القيام باعتقاله. قال قائد الشرطة إن زيمرمان له الحق في الدفاع عن نفسه بقوة مميتة. مع انتشار أنباء القضية، دعا آلاف المتظاهرين في جميع أنحاء الولايات المتحدة إلى اعتقال زيمرمان وإجراء تحقيق كامل. بعد ستة أسابيع من إطلاق النار، وسط تغطية إعلامية واسعة النطاق، اتُهم زيمرمان بالقتل من قبل مدع عام خاص عينه الحاكم ريك سكوت.
في 13 يوليو 2013 ، تمت تبرئته من جميع التهم في قضية فلوريدا. وكان زيمرمان نفسه هدفًا لإطلاق النار، مما أدى إلى إدانته بمحاولة القتل ضد الجاني.
في 4 ديسمبر / كانون الأول 2019 ، رفع زيمرمان دعوى قضائية ضد عائلة مارتن وآخرين من المشاركين في المحاكمة مقابل 100 مليون دولار على أساس الأدلة الكاذبة وإساءة استخدام الإجراءات. في 18 فبراير 2020 ، رفع زيمرمان دعوى تشهير مقابل 265 مليون دولار ضد بيت بوتيجيج وإليزابيث وارين.

## وصلات خارجية
- جورج زيمرمان على موقع إن إن دي بي (الإنجليزية)